# Turrillia vitiensis
Turrillia vitiensis là một loài thực vật có hoa trong họ Quắn hoa. Loài này được (Turrill) A.C. Sm. miêu tả khoa học đầu tiên năm 1985.